# Sevsk
Sevsk (en russe : Севск) est une ville de l'oblast de Briansk, en Russie, et le centre administratif du raïon de Sevsk. Sa population s'élevait à 6 365 habitants en 2020.

## Géographie
Sevsk est située sur la rivière Sev, dans le bassin du Dniepr, à 124 km au sud-ouest de Briansk et à 451 km au sud-ouest de Moscou.

## Histoire
L'une des premières villes sévériennes, Sevsk est connu pour avoir fait partie de la Principauté de Tchernigov depuis 1146. Elle a ensuite été incorporée dans le grand-duché de Lituanie, en 1356. Sevsk a finalement été annexée par la Moscovie en 1585 et devint une forteresse frontalière russe. Ivan le Terrible y installa une garnison de cosaques qui créèrent une sloboda, ou colonie libre. Ville commerciale importante pour le commerce avec l'occident, elle frappait monnaie depuis le XVIIe siècle. En 1634, la ville résiste à trois semaines de siège par l'armée polonaise.
Sevsk fit partie au début du gouvernement de Kiev et en 1727 de celui de Belgorod, divisé en trois provinces, dont celle de Sevsk était la plus peuplée (300 000 habitants). Elle comptait neuf villes importantes : Sevsk, Troubtchevsk, Briansk, Karatchev, Kromy, Rylsk, Poutivl, Nedrigaïlov, Kamenny. Sevsk reçoit le statut de ville en 1778 et devint chef-lieu de l'ouïezd d'Oriol. C'est à cette époque qu'elle est reconstruite selon un nouveau plan, avec des rues à angle droit.
Le pouvoir soviétique s'installe à Sevsk en mars 1918. La ville est occupée par l'Allemagne nazie du 1er octobre 1941 au 27 août 1943. En 1944, Sevsk est rattachée à l'oblast de Briansk.

## Patrimoine
Les monuments architecturaux de Sevsk comprennent les vestiges des murailles de la forteresse médiévale et les églises de la Vierge de Kazan (1760), de l'Ascension (1765) et Saints Pierre et Paul (1809). Sevsk eut pendant longtemps deux cathédrales, l'une datant de 1782 et une autre de 1811. Les deux cathédrales furent détruites sous le régime stalinien, mais leurs campaniles subsistent.

## Population
Recensements (*) ou estimations de la population
| 1897* | 1926* | 1939* | 1959* | 1970* | 1979* |
| ----- | ----- | ----- | ----- | ----- | ----- |
| 9 248 | 8 574 | 6 900 | 6 159 | 7 222 | 7 484 |

| 1989* | 2002* | 2010* | 2012  | 2013  | 2014  |
| ----- | ----- | ----- | ----- | ----- | ----- |
| 7 820 | 7 660 | 7 282 | 7 124 | 7 094 | 6 931 |

| 2015  | 2016  | 2017  | 2018  | 2019  | 2020  |
| ----- | ----- | ----- | ----- | ----- | ----- |
| 6 847 | 6 752 | 6 723 | 6 663 | 6 616 | 6 563 |